# Percina jenkinsi
Percina jenkinsi és una espècie de peix de la família dels pèrcids i de l'ordre dels perciformes.

## Morfologia
Els mascles poden assolir els 14 cm de longitud total.

## Hàbitat
És un peix d'aigua dolça, bentopelàgic i de clima subtropical (36°N-34°N).

## Distribució geogràfica
Es troba a Nord-amèrica: riu Conasauga (conca del riu Alabama) a Tennessee i Geòrgia (els Estats Units).